# 长梗米蒿
长梗米蒿（学名：Artemisia giraldii var. longipedunculata）为菊科蒿属下的一个变种。